# Börtönrock
Börtönrock (Jailhouse Rock) 1957-ben bemutatott amerikai zenés  film, amelyben Elvis Presley játszotta a főszerepet.

## Történet
Elvis a film elején meg akar menteni egy lányt, de véletlen megöli a támadóját, és szinte azonnal a börtönben találja magát. Ott unalomból megtanul gitározni és énekelni, és pár társával együtt a börtön legnépszerűbb bandájává válnak. Eltervezik, hogy ha mind kiszabadulnak, akkor zenekart alapítanak, és szerencsét próbálnak a zeneiparban. Ez meg is történik, de a siker személyiségváltozáshoz vezet...

## Szereplők
| Szerep                      | Színész            | Magyar hang     |
| --------------------------- | ------------------ | --------------- |
| Vince Everett               | Elvis Presley      | Bor Zoltán      |
| Peggy Van Alden             | Judy Tyler         | Radó Denise     |
| Hunk Houghton               | Mickey Shaughnessy | Hankó Attila    |
| Mr. Shores (narrátor)       | Vaughn Taylor      | Várkonyi András |
| Teddy Talbot                | Dean Jones         | Holl Nándor     |
| Sherry Wilson               | Jennifer Holden    | Kiss Erika      |
| Laury Jackson               | Anne Neyland       | Riha Zsófi      |
| August van Alden professzor | Grandon Rhodes     | Szabó Ottó      |

## A filmről
Elvis a szerepért 250 000 dollárt kapott, a stúdiónak itt is a pénz lebegett a szeme előtt. A filmre keveset költöttek, Elvis gázsiján kívül csupán 40 000 dollárt, talán a legkevesebbet egy Elvis-filmre. A film körüli felhajtás óriási volt, felröppentek pletykák, hogy Elvis a sikerei előtt gyilkolt és ezért volt börtönben is, de olyan pletyka is szárnyra kapott, hogy a zenész rákos, és meg fog halni. 4 millió dollár értékben váltottak jegyet a filmre. A legendás börtöntáncot maga Elvis koreografálta, korábbi fellépéseinek mintájára.

## Érdekesség
A film bemutatása után Judy Tyler elhunyt egy autóbalesetben. Elvis ezek után hosszú ideig nem tudta megnézni a filmet, mert a forgatás során beleszeretett a lányba.